# Tam-Tam (album)
Tam-Tam è un album della cantante pop francese Amanda Lear, pubblicato nel 1983 dall'etichetta discografica BMG Ariola.
Primo album della Lear a non essere prodotto da Anthony Moon (in questo caso il produttore è Roberto Cacciapaglia) ed ultimo album realizzato dalla cantante per la BMG.

## Tracce
LP (Ariola 203 550 [de])
1. Tam Tam - 3:33 (Amanda Lear, Roberto Cacciapaglia, Villahermosa)
2. Bewitched - 4:30 (Lino Nicolosi, Amanda Lear, Roberto Cacciapaglia, P.Nicolosi, Carrasco)
3. Wicked Lady - 4:26 (Amanda Lear, Roberto Cacciapaglia)
4. No Regrets - 4:26 (Amanda Lear, P.Micioni, M.Di Carlo, R.Masala)
5. Magic - 4:14 (Amanda Lear, Roberto Cacciapaglia)
6. It's All Over - 3:35 (Amanda Lear, Menegale, Ferrato)
7. Gipsy Man - 4:30 (Amanda Lear, P.Nicolosi, Carrasco)
8. Music Is - 3:33 (Amanda Lear, Roberto Cacciapaglia, Villahermosa)